# Saison 2011-2012 du Stade rennais FC
Maillots
Chronologie
Saison précédente Saison suivante
La saison 2011-2012 du Stade rennais football club débute le 27 juin 2011 avec la reprise de l'entraînement. Le club est engagé dans quatre compétitions, et commence ses matchs de compétition officielle le 28 juillet 2011 avec un tour de qualification en Ligue Europa. Le club est aussi engagé en Ligue 1, en Coupe de France et en Coupe de la Ligue.

## Transferts en 2011-2012
| Date            | Nom                     | Nationalité  | Modalité                           | Provenance/Destination | Division       |
| Été 2011        |                         |              |                                    |                        |                |
| Arrivées        |                         |              |                                    |                        |                |
| 1er mai         | Quentin Rouger          | France       | Premier contrat (1 an)             | -                      | CFA            |
| 1er mai         | Slimane Sissoko         | France       | Premier contrat (1 an)             | -                      | CFA            |
| 14 juin         | Benoît Costil           | France       | Transfert libre (3 ans)            | CS Sedan-Ardennes      | Ligue 2        |
| 22 juin         | Julien Féret            | France       | Transfert (3 ans, 4 M€),           | AS Nancy-Lorraine      | Ligue 1        |
| 6 juillet       | Cheick Fantamady Diarra | Mali         | Transfert (3 ans)                  | Stade malien           | Division 1     |
| 7 juillet       | Jonathan Pitroipa       | Burkina Faso | Transfert (4 ans, 3.5 M€),         | Hambourg SV            | 1.Bundesliga   |
| 19 juillet      | Chris Mavinga           | France       | Transfert (4 ans, 1 M€),           | Liverpool FC           | Premier League |
| 25 juillet      | Abdoulaye Doucouré      | France       | Premier contrat (3 ans)            | -                      | CFA            |
| 25 juillet      | Abdoulaye Sané          | Sénégal      | Transfert (3 ans)                  | AS Douanes             | Ligue 1        |
| 31 août         | Youssouf Hadji          | Maroc        | Transfert (2 ans, 1.5 à 2 M€),     | AS Nancy-Lorraine      | Ligue 1        |
| Départs         |                         |              |                                    |                        |                |
| 10 juin         | Nicolas Douchez         | France       | Transfert libre (3 ans)            | Paris Saint-Germain    | Ligue 1        |
| 14 juin         | Samuel Souprayen        | France       | Transfert (4 ans, 1.5 M€),         | Dijon FCO              | Ligue 1        |
| 18 juin         | Sylvain Marveaux        | France       | Transfert libre (5 ans)            | Newcastle United FC    | Premier League |
| 21 juin         | Lhadji Badiane          | France       | Transfert (2 ans),                 | Stade lavallois        | Ligue 2        |
| 28 juin         | Frank Julienne          | France       | Prêt (1 an)                        | Le Havre AC            | Ligue 2        |
| 29 juin         | Bira Dembélé            | France       | Transfert libre (2 ans)            | CS Sedan-Ardennes      | Ligue 2        |
| 5 juillet       | Jérôme Leroy            | France       | Transfert libre (1 an)             | Évian TGFC             | Ligue 1        |
| 19 juillet      | Johann Carrasso         | France       | Prêt (1 an)                        | AS Monaco              | Ligue 2        |
| 10 août         | Fabien Lemoine          | France       | Transfert (4 ans, 1.5 M€ + bonus), | AS Saint-Étienne       | Ligue 1        |
| 30 août         | Gaëtan Caro             | France       | Transfert libre                    | AFC Compiègne          | CFA            |
| 30 août         | John Verhoek            | Pays-Bas     | Prêt (1 an)                        | ADO La Haye            | Eredivisie     |
| 31 août         | Abdoul Razzagui Camara  | France       | Transfert (4 ans, 1 à 2 M€),       | FC Sochaux-Montbéliard | Ligue 1        |
| Hiver 2011-2012 |                         |              |                                    |                        |                |
| Arrivées        |                         |              |                                    |                        |                |
| 21 décembre     | Dimitri Foulquier       | France       | Premier contrat (3 ans)            | -                      | CFA            |
| 25 janvier      | Mevlüt Erding           | Turquie      | Transfert (3.5 ans, 7 à 8 M€),     | Paris Saint-Germain    | Ligue 1        |
| Départs         |                         |              |                                    |                        |                |
| 31 janvier      | Georges Mandjeck        | Cameroun     | Transfert (4.5 ans, 1 à 1.5 M€),   | AJ Auxerre             | Ligue 1        |

## L'effectif de la saison
| Poste² | Nat.³ | Nom                        | Naissance                  | Sélection⁴ | Championnat | Championnat | Cpe France | Cpe France  | Coupe Ligue | Coupe Ligue | Cpe Europe | Cpe Europe  | Total Saison | Total Saison | Notes      |
| Poste² | Nat.³ | Nom                        | Naissance                  | Sélection⁴ | M           | But inscrit | M          | But inscrit | M           | But inscrit | M          | But inscrit | M            | But inscrit  | Notes      |
| ------ | ----- | -------------------------- | -------------------------- | ---------- | ----------- | ----------- | ---------- | ----------- | ----------- | ----------- | ---------- | ----------- | ------------ | ------------ | ---------- |
| D      | NGA   | Onyekachi Apam             | 30 décembre 1986 (24 ans)  | A          | 12          | 0           | 3          | 0           | 0           | 0           | 1          | 0           | 16           | 0            |            |
| A      | TOG   | Razak Boukari              | 25 avril 1987 (24 ans)     | A          | 20          | 3           | 1          | 1           | 1           | 0           | 8          | 2           | 30           | 6            |            |
| D      | GHA   | John Boye                  | 23 avril 1987 (24 ans)     | A          | 19          | 0           | 2          | 1           | 0           | 0           | 4          | 0           | 25           | 1            |            |
| M      | FRA   | Yacine Brahimi¹            | 22 mars 1990 (21 ans)      | Espoirs    | 17          | 2           | 5          | 1           | 1           | 0           | 5          | 0           | 28           | 3            |            |
| A      | FRA   | Abdoul Razzagui Camara¹    | 20 février 1990 (21 ans)   | Espoirs    | 2           | 0           | 0          | 0           | 0           | 0           | 2          | 0           | 4            | 0            | [ Note 2 ] |
| G      | FRA   | Benoît Costil              | 3 juillet 1987 (24 ans)    | Espoirs    | 37          | 0           | 5          | 0           | 0           | 0           | 9          | 0           | 51           | 0            |            |
| M      | FRA   | Stéphane Dalmat            | 16 février 1979 (32 ans)   | Espoirs    | 4           | 0           | 0          | 0           | 1           | 0           | 6          | 0           | 11           | 0            |            |
| D      | FRA   | Romain Danzé¹              | 3 juillet 1986 (25 ans)    | Espoirs    | 32          | 1           | 4          | 0           | 1           | 0           | 7          | 0           | 44           | 1            |            |
| G      | FRA   | Abdoulaye Diallo¹          | 30 mars 1992 (19 ans)      | -19        | 1           | 0           | 0          | 0           | 1           | 0           | 1          | 0           | 3            | 0            |            |
| M      | MLI   | Cheick Fantamady Diarra    | 11 février 1992 (19 ans)   | A          | 1           | 0           | 1          | 0           | 0           | 0           | 1          | 0           | 3            | 0            |            |
| M      | FRA   | Abdoulaye Doucouré¹        | 1er janvier 1993 (18 ans)  | -18        | 0           | 0           | 0          | 0           | 0           | 0           | 0          | 0           | 0            | 0            |            |
| M      | FRA   | Tongo Hamed Doumbia        | 6 août 1989 (21 ans)       | -          | 25          | 2           | 3          | 0           | 0           | 0           | 5          | 0           | 33           | 2            |            |
| A      | TUR   | Mevlüt Erding              | 25 février 1987 (24 ans)   | A          | 12          | 4           | 2          | 0           | 0           | 0           | 0          | 0           | 14           | 4            | [ Note 3 ] |
| M      | FRA   | Julien Féret¹              | 5 juillet 1982 (29 ans)    | -          | 35          | 8           | 5          | 3           | 1           | 0           | 8          | 2           | 49           | 13           |            |
| D      | FRA   | Dimitri Foulquier¹         | 23 mars 1993 (18 ans)      | -18        | 2           | 0           | 0          | 0           | 0           | 0           | 1          | 0           | 3            | 0            | [ Note 4 ] |
| A      | MAR   | Youssouf Hadji             | 25 février 1980 (31 ans)   | A          | 23          | 6           | 3          | 1           | 1           | 0           | 6          | 1           | 33           | 8            | [ Note 5 ] |
| M      | GHA   | Kamal Issah                | 30 août 1992 (18 ans)      | -          | 0           | 0           | 0          | 0           | 0           | 0           | 0          | 0           | 0            | 0            |            |
| D      | MAR   | Yassine Jebbour¹           | 2 août 1991 (19 ans)       | Espoirs    | 1           | 0           | 0          | 0           | 0           | 0           | 3          | 0           | 4            | 0            |            |
| D      | FRA   | Jean-Armel Kana-Biyik      | 3 juillet 1989 (22 ans)    | Espoirs    | 34          | 1           | 3          | 0           | 1           | 0           | 7          | 0           | 45           | 1            |            |
| D      | SEN   | Pape Malick Kandji         | 12 septembre 1992 (18 ans) | -          | 0           | 0           | 0          | 0           | 0           | 0           | 0          | 0           | 0            | 0            |            |
| A      | FRA   | Jirès Kembo Ekoko¹         | 8 janvier 1988 (23 ans)    | Espoirs    | 32          | 10          | 5          | 2           | 0           | 0           | 5          | 1           | 42           | 13           |            |
| M      | FRA   | Yann M'Vila¹               | 29 juin 1990 (21 ans)      | A          | 38          | 0           | 5          | 0           | 0           | 0           | 7          | 1           | 50           | 1            |            |
| M      | CMR   | Georges Mandjeck           | 9 décembre 1988 (22 ans)   | A          | 12          | 0           | 0          | 0           | 1           | 0           | 4          | 1           | 17           | 1            | [ Note 6 ] |
| D      | SEN   | Kader Mangane              | 23 mars 1983 (28 ans)      | A          | 13          | 2           | 2          | 0           | 0           | 0           | 6          | 1           | 21           | 3            |            |
| D      | FRA   | Chris Mavinga              | 26 mai 1991 (20 ans)       | Espoirs    | 14          | 0           | 2          | 0           | 1           | 0           | 5          | 0           | 22           | 0            |            |
| A      | COL   | Víctor Hugo Montaño        | 1er mai 1984 (27 ans)      | A          | 29          | 6           | 3          | 0           | 1           | 0           | 8          | 4           | 41           | 10           |            |
| G      | FRA   | Cheick N'Diaye             | 15 février 1985 (26 ans)   | A          | 0           | 0           | 0          | 0           | 0           | 0           | 0          | 0           | 0            | 0            |            |
| M      | FRA   | Vincent Pajot¹             | 19 août 1990 (20 ans)      | Espoirs    | 20          | 0           | 1          | 0           | 1           | 0           | 6          | 1           | 28           | 1            |            |
| A      | BFA   | Jonathan Pitroipa          | 12 avril 1986 (25 ans)     | A          | 36          | 6           | 4          | 1           | 1           | 0           | 9          | 3           | 50           | 10           |            |
| M      | FRA   | Quentin Rouger¹            | 31 mars 1991 (20 ans)      | -18        | 0           | 0           | 0          | 0           | 0           | 0           | 0          | 0           | 0            | 0            |            |
| A      | SEN   | Abdoulaye Sané             | 15 octobre 1992 (18 ans)   | A          | 0           | 0           | 1          | 0           | 0           | 0           | 0          | 0           | 1            | 0            |            |
| A      | FRA   | Slimane Sissoko¹           | 20 mars 1991 (20 ans)      | -          | 0           | 0           | 0          | 0           | 0           | 0           | 0          | 0           | 0            | 0            |            |
| M      | NOR   | Alexander Tettey           | 4 avril 1986 (25 ans)      | A          | 19          | 1           | 3          | 0           | 1           | 0           | 10         | 0           | 33           | 1            |            |
| D      | FRA   | Kévin Théophile-Catherine¹ | 28 octobre 1989 (21 ans)   | Espoirs    | 36          | 0           | 4          | 0           | 0           | 0           | 6          | 0           | 46           | 0            |            |

Dernière mise à jour : 20 mai 2012

- Les âges donnés correspondent à l'âge du joueur au 1er août 2011, en début de saison
- 1 : joueur formé au club
- 2 : G, Gardien de but ; D, Défenseur ; M, Milieu de terrain ; A, Attaquant
- 3 : Nationalité sportive, certains joueurs possédant une double-nationalité
- 4 : sélection la plus élevée obtenue

## Équipe-type
Il s'agit de la formation la plus courante rencontrée en championnat.

## Les rencontres de la saison

### Liste
|    | Jour  | Date         | Heure 1 | Compétition       | Tour             | Adversaire            | Lieu 2 | Score       | Place       | Affluence |
| -- | ----- | ------------ | ------- | ----------------- | ---------------- | --------------------- | ------ | ----------- | ----------- | --------- |
| 1  | mer.  | 13 juillet   | 18 h 30 | Amical            | Amical           | Vannes (Nat.)         | E      | 0 - 0       | 0 - 0       | 1 672     |
| 2  | sam.  | 16 juillet   | 17 h 30 | Amical            | Amical           | Angers (L2)           | N      | 1 - 1       | 1 - 1       | 1 000     |
| 3  | mer.  | 20 juillet   | 18 h 00 | Amical            | Amical           | Sochaux               | D      | 0 - 2       | 0 - 2       | 4 343     |
| 4  | sam.  | 23 juillet   | 18 h 30 | Amical            | Amical           | Lorient               | N      | 2 - 1       | 2 - 1       | 3 000     |
| 5  | jeu.  | 28 juillet   | 19 h 00 | Ligue Europa      | Troisième tour   | Roustavi              | E      | 5 - 2       | 5 - 2       | 5 000     |
| 6  | jeu.  | 4 août       | 19 h 00 | Ligue Europa      | Troisième tour   | Roustavi              | D      | 2 - 0       | 2 - 0       | 13 848    |
| 7  | dim.  | 7 août       | 17 h 00 | Ligue 1           | 1                | Dijon                 | E      | 5 - 1       | 1er         | 13 754    |
| 8  | sam.  | 13 août      | 19 h 00 | Ligue 1           | 2                | Paris SG              | D      | 1 - 1       | 5e          | 27 927    |
| 9  | jeu.  | 18 août      | 20 h 30 | Ligue Europa      | Barrages         | ÉR Belgrade           | E      | 2 - 1       | 2 - 1       | 54 000    |
| 10 | dim.  | 21 août      | 17 h 00 | Ligue 1           | 3                | Montpellier           | E      | 0 - 4       | 7e          | 14 021    |
| 11 | jeu.  | 25 août      | 18 h 30 | Ligue Europa      | Barrages         | ÉR Belgrade           | D      | 4 - 0       | 4 - 0       | 19 364    |
| 12 | dim.  | 28 août      | 17 h 00 | Ligue 1           | 4                | Caen                  | D      | 3 - 2       | 5e          | 19 715    |
| 13 | sam.  | 10 septembre | 21 h 00 | Ligue 1           | 5                | Marseille             | E      | 1 - 0       | 6e          | 40 628    |
| 14 | jeu.  | 15 septembre | 21 h 05 | Ligue Europa      | Groupes - 1      | Udine                 | E      | 1 - 2       | 3e          | 9 000     |
| 15 | dim.  | 18 septembre | 17 h 00 | Ligue 1           | 6                | Nancy                 | D      | 1 - 1       | 7e          | 15 509    |
| 16 | mer.  | 21 septembre | 19 h 00 | Ligue 1           | 7                | Sochaux               | E      | 6 - 2       | 2e          | 10 417    |
| 17 | dim.  | 25 septembre | 21 h 00 | Ligue 1           | 8                | Saint-Étienne         | D      | 1 - 1       | 5e          | 18 718    |
| 18 | jeu.  | 29 septembre | 19 h 00 | Ligue Europa      | Groupes - 2      | At. Madrid            | D      | 1 - 1       | 3e          | 24 298    |
| 19 | dim.  | 2 octobre    | 17 h 00 | Ligue 1           | 9                | Lille                 | E      | 0 - 2       | 7e          | 16 802    |
| 20 | dim.  | 16 octobre   | 21 h 00 | Ligue 1           | 10               | Lorient               | D      | 2 - 0       | 5e          | 18 502    |
| 21 | jeu.  | 20 octobre   | 19 h 00 | Ligue Europa      | Groupes - 3      | Celtic Glasgow        | D      | 1 - 1       | 3e          | 21 825    |
| 22 | dim.  | 23 octobre   | 17 h 00 | Ligue 1           | 11               | Auxerre               | E      | 1 - 0       | 4e          | 9 514     |
| 23 | mer.  | 26 octobre   | 20 h 50 | Coupe de la Ligue | 8es de finale    | Le Mans (L2)          | E      | 0 - 0 a.p.3 | 0 - 0 a.p.3 | 11 283    |
| 24 | dim.  | 30 octobre   | 17 h 00 | Ligue 1           | 12               | Toulouse              | E      | 0 - 1       | 6e          | 15 163    |
| 25 | jeu.  | 3 novembre   | 21 h 05 | Ligue Europa      | Groupes - 4      | Celtic Glasgow        | E      | 1 - 3       | 4e          | 28 578    |
| 26 | dim.  | 5 novembre   | 17 h 00 | Ligue 1           | 13               | Valenciennes          | D      | 1 - 1       | 5e          | 20 006    |
| 27 | ven.  | 18 novembre  | 20 h 00 | Ligue 1           | 14               | Lyon                  | E      | 2 - 1       | 4e          | 32 193    |
| 28 | sam.  | 26 novembre  | 19 h 00 | Ligue 1           | 15               | Évian Thonon Gaillard | D      | 3 - 2       | 4e          | 17 782    |
| 29 | merc. | 30 novembre  | 19 h 00 | Ligue Europa      | Groupes - 5      | Udine                 | D      | 0 - 0       | 4e          | 17 428    |
| 30 | sam.  | 3 décembre   | 21 h 00 | Ligue 1           | 16               | Nice                  | E      | 0 - 2       | 5e          | 7 664     |
| 31 | sam.  | 10 décembre  | 19 h 00 | Ligue 1           | 17               | Brest                 | D      | 1 - 1       | 5e          | 20 275    |
| 32 | jeu.  | 15 décembre  | 21 h 05 | Ligue Europa      | Groupes - 6      | At. Madrid            | E      | 1 - 3       | 4e          | 8 000     |
| 33 | dim.  | 18 décembre  | 17 h 00 | Ligue 1           | 18               | Ajaccio               | E      | 0 - 1       | 7e          | 5 645     |
| 34 | mer.  | 21 décembre  | 19 h 00 | Ligue 1           | 19               | Bordeaux              | D      | 1 - 0       | 5e          | 20 045    |
| 35 | sam.  | 7 janvier    | 20 h 45 | Coupe de France   | 32es de finale   | Nancy                 | D      | 3 - 0       | 3 - 0       | 6 342     |
| 36 | sam.  | 14 janvier   | 21 h 00 | Ligue 1           | 20               | Caen                  | E      | 2 - 0       | 5e          | 14 785    |
| 37 | sam.  | 21 janvier   | 20 h 45 | Coupe de France   | 16es de finale   | Nice                  | E      | 0 - 0 a.p.4 | 0 - 0 a.p.4 | 6 088     |
| 38 | dim.  | 29 janvier   | 21 h 00 | Ligue 1           | 21               | Marseille             | D      | 1 - 2       | 6e          | 28 802    |
| 39 | sam.  | 4 février    | 15 h 00 | Ligue 1           | 22               | Nancy                 | E      | 0 - 0       | 6e          | 12 615    |
| 40 | mar.  | 8 février    | 18 h 00 | Coupe de France   | 8es de finale    | Évian Thonon Gaillard | D      | 3 - 2       | 3 - 2       | 6 128     |
| 41 | sam.  | 11 février   | 21 h 00 | Ligue 1           | 23               | Sochaux               | D      | 1 - 0       | 6e          | 17 177    |
| 42 | dim.  | 19 février   | 17 h 00 | Ligue 1           | 24               | Saint-Étienne         | E      | 0 - 4       | 7e          | 21 432    |
| 43 | dim.  | 26 février   | 21 h 00 | Ligue 1           | 25               | Lille                 | D      | 1 - 1       | 6e          | 19 834    |
| 44 | dim.  | 4 mars       | 21 h 00 | Ligue 1           | 26               | Lorient               | E      | 2 - 0       | 4e          | 15 310    |
| 45 | dim.  | 11 mars      | 17 h 00 | Ligue 1           | 27               | Auxerre               | D      | 1 - 1       | 5e          | 22 886    |
| 46 | dim.  | 18 mars      | 17 h 00 | Ligue 1           | 28               | Toulouse              | D      | 0 - 1       | 7e          | 22 127    |
| 47 | mer.  | 21 mars      | 19 h 15 | Coupe de France   | Quarts de finale | Valenciennes          | E      | 3 - 1       | 3 - 1       | 14 731    |
| 48 | sam.  | 24 mars      | 21 h 00 | Ligue 1           | 29               | Valenciennes          | E      | 0 - 1       | 7e          | 12 135    |
| 49 | dim.  | 1er avril    | 21 h 00 | Ligue 1           | 30               | Lyon                  | D      | 1 - 1       | 7e          | 21 346    |
| 50 | sam.  | 7 avril      | 19 h 00 | Ligue 1           | 31               | Évian Thonon Gaillard | E      | 3 - 1       | 6e          | 9 672     |
| 51 | mer.  | 11 avril     | 20 h 55 | Coupe de France   | Demi-finales     | Quevilly (Nat.)       | E      | 1 - 2       | 1 - 2       | 21 064    |
| 52 | lun.  | 16 avril     | 21 h 00 | Ligue 1           | 32               | Nice                  | D      | 3 - 1       | 5e          | 16 722    |
| 53 | sam.  | 21 avril     | 19 h 00 | Ligue 1           | 33               | Brest                 | E      | 0 - 1       | 5e          | 14 391    |
| 54 | dim.  | 29 avril     | 17 h 00 | Ligue 1           | 34               | Ajaccio               | D      | 3 - 1       | 4e          | 17 498    |
| 55 | mer.  | 2 mai        | 19 h 00 | Ligue 1           | 35               | Bordeaux              | E      | 2 - 0       | 5e          | 19 531    |
| 56 | lun.  | 7 mai        | 21 h 00 | Ligue 1           | 36               | Montpellier           | D      | 0 - 2       | 5e          | 28 172    |
| 57 | dim.  | 13 mai       | 21 h 00 | Ligue 1           | 37               | Paris SG              | E      | 0 - 3       | 7e          | 45 357    |
| 58 | dim.  | 20 mai       | 21 h 00 | Ligue 1           | 38               | Dijon                 | D      | 5 - 0       | 6e          | 17 601    |

- 1 Les rencontres de championnat auxquelles la LFP n'a pas encore donné d'heure précise peuvent encore être décalées du samedi au dimanche, ou du mercredi au mardi.
- 2 N : terrain neutre ; D : à domicile ; E : à l'extérieur ; drapeau : pays hôte du match international.
- 3 1-4 aux tirs au but.
- 4 5-4 aux tirs au but.

### Détail des matchs

#### Matchs amicaux
Note : rencontres opposant Rennes à d'autres équipes en dehors de toute compétition.

### Bilan des compétitions
| Compétition       | Vainqueur final        | Débute au tour         | Place ou tour final  | Première rencontre | Dernière rencontre | Nombre |
| ----------------- | ---------------------- | ---------------------- | -------------------- | ------------------ | ------------------ | ------ |
| Ligue 1           | Montpellier HSC        | 1re journée            | 6e                   | 6 août 2011        | 20 mai 2012        | 38     |
| Ligue Europa      | Atlético de Madrid     | Troisième tour qualif. | Phase de groupes, 4e | 28 juillet 2011    | 15 décembre 2011   | 10     |
| Coupe de la Ligue | Olympique de Marseille | 1/8 de finale          | 1/8 de finale        | 26 octobre 2011    | 26 octobre 2011    | 1      |
| Coupe de France   | Olympique lyonnais     | 1/32 de finale         | 1/2 finale           | 7 janvier 2012     | 11 avril 2012      | 5      |

#### Ligue 1

##### Résultats
| Total | Total | Total | Total | Total | Total | Total | Total | Domicile | Domicile | Domicile | Domicile | Domicile | Domicile | Extérieur | Extérieur | Extérieur | Extérieur | Extérieur | Extérieur |
| J     | G     | N     | P     | Bp    | Bc    | Diff  | Pts   | G        | N        | P        | Bp       | Bc       | Diff     | G         | N         | P         | Bp        | Bc        | Diff      |
| ----- | ----- | ----- | ----- | ----- | ----- | ----- | ----- | -------- | -------- | -------- | -------- | -------- | -------- | --------- | --------- | --------- | --------- | --------- | --------- |
| 38    | 17    | 9     | 12    | 53    | 44    | +9    | 60    | 8        | 8        | 3        | 30       | 19       | +11      | 9         | 1         | 9         | 23        | 25        | -2        |

Dernière mise à jour : 20 mai 2012 ;

Source : LFP.

##### Résultats par journée
Nota : l'ordre des journées est celui dans lequel elles ont été jouées. La place au classement est celle à l'issue du week-end ou du milieu de semaine.
| Journée   | 01 | 02 | 03 | 04 | 05 | 06 | 07 | 08 | 09 | 10 | 11 | 12 | 13 | 14 | 15 | 16 | 17 | 18 | 19 | 20 | 21 | 22 | 23 | 24 | 25 | 26 | 27 | 28 | 29 | 30 | 31 | 32 | 33 | 34 | 35 | 36 | 37 | 38 |
| --------- | -- | -- | -- | -- | -- | -- | -- | -- | -- | -- | -- | -- | -- | -- | -- | -- | -- | -- | -- | -- | -- | -- | -- | -- | -- | -- | -- | -- | -- | -- | -- | -- | -- | -- | -- | -- | -- | -- |
| Terrain   | E  | D  | E  | D  | E  | D  | E  | D  | E  | D  | E  | E  | D  | E  | D  | E  | D  | E  | D  | E  | D  | E  | D  | E  | D  | E  | D  | D  | E  | D  | E  | D  | E  | D  | E  | D  | E  | D  |
| Résultats | V  | N  | D  | V  | V  | N  | V  | N  | D  | V  | V  | D  | N  | V  | V  | D  | N  | D  | V  | V  | D  | N  | V  | D  | N  | V  | N  | D  | D  | N  | V  | V  | V  | V  | D  | D  | D  | V  |
| Points    | 3  | 4  | 4  | 7  | 10 | 11 | 14 | 15 | 15 | 18 | 21 | 21 | 22 | 25 | 28 | 28 | 29 | 29 | 32 | 35 | 35 | 36 | 39 | 39 | 40 | 43 | 44 | 44 | 44 | 45 | 48 | 51 | 54 | 57 | 57 | 57 | 57 | 60 |
| Place     | 1  | 5  | 7  | 5  | 6  | 7  | 2  | 5  | 7  | 5  | 4  | 6  | 5  | 4  | 4  | 5  | 5  | 7  | 5  | 5  | 6  | 6  | 6  | 7  | 6  | 4  | 5  | 7  | 7  | 7  | 6  | 5  | 5  | 4  | 5  | 5  | 7  | 6  |

Source : Liste des rencontres

Terrain : D = Domicile ; E = Extérieur. Résultat: D = Défaite ; N = Nul ; V = Victoire.

### Réserve et équipes de jeunes
La réserve du Stade rennais entraînée par Laurent Huard évolue en CFA2 - Groupe H.

#### Résultats

##### Coupe Gambardella
Les 18 ans du Stade rennais disputent à partir de janvier la Coupe Gambardella 2011-2012. L'épreuve est ouverte cette saison aux joueurs nés en 1993, 1994 et 1995.